# خوسيه كارلوس مارتينيز (راقص باليه)
خوسيه كارلوس مارتينيز (بالإسبانية: José Carlos Martínez)‏ هو راقص باليه إسباني، ولد في 29 أبريل 1969 في كارتاخينا في إسبانيا.

## وصلات خارجية
- الموقع الرسمي
- خوسيه كارلوس مارتينيز على موقع IMDb (الإنجليزية)